# Charles Boost

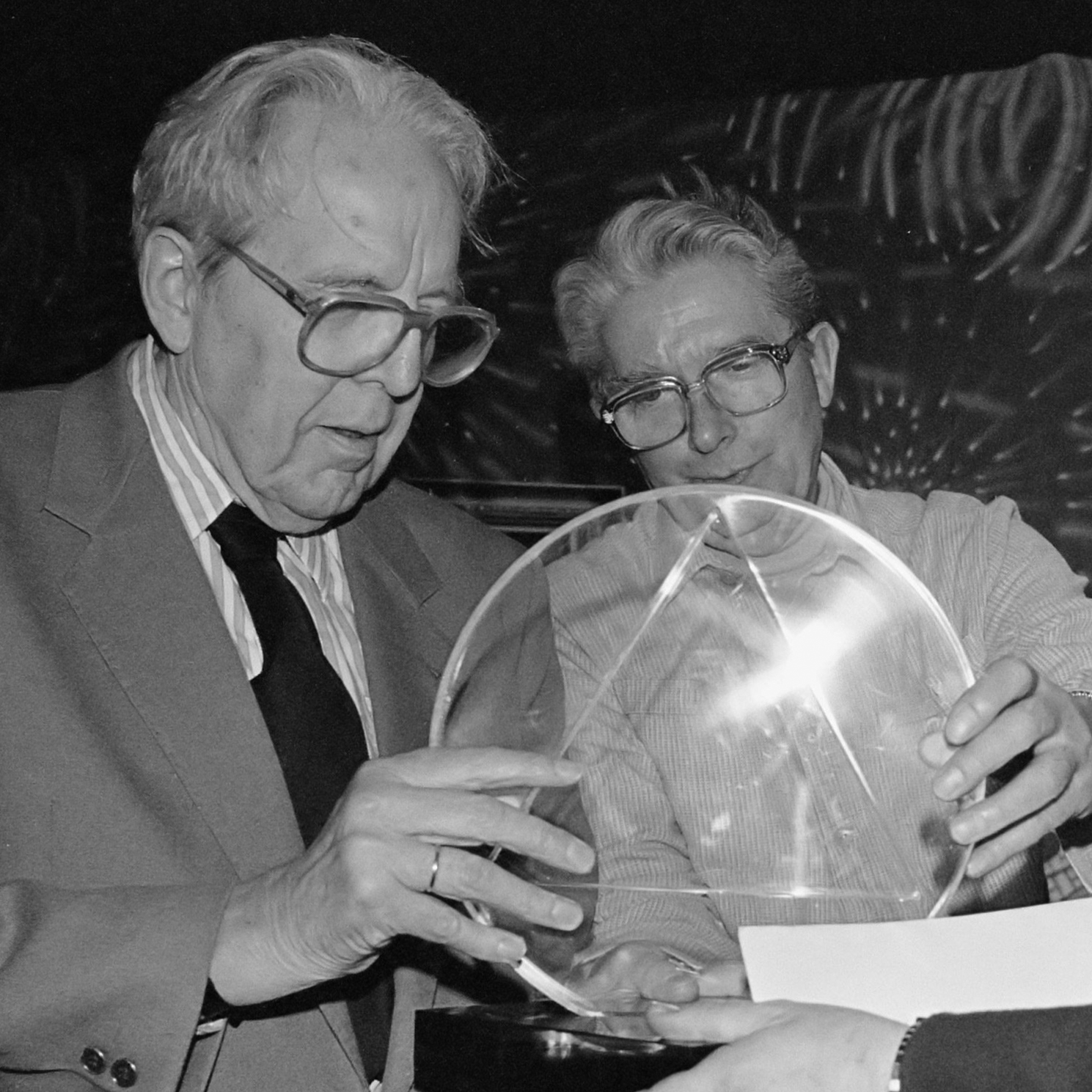
Charles Boost ontvangt de Cinemagiaprijs (1988)

Charles Henri Joseph Boost (Breda, 8 maart 1907 – Amsterdam, 1 januari 1990), was een Nederlands illustrator, politiek tekenaar, boekbandontwerper, auteur en filmrecensent. 

## Levensloop
Boost groeide op in het  zuiden van Nederland. Hij was de middelste van drie broers. Zijn oudste broer Auguste werd een militair architect en zijn jongere broer Wim werd de politiek tekenaar. 
Als onderwijzer trad Boost in de voetsporen van zijn vader en hij werd omstreeks 1930 illustrator van jeugdboeken bij Uitgeverij Helmond. In 1936 vertrok hij naar Amsterdam. 

### Tekenaar
In de periode 1935-1936 was hij tekenaar op de afdeling Artistieke Propaganda bij Philips in Eindhoven. Daar tekende hij voor het dagblad De Tijd van 1936 tot 1974 politieke platen en strips. Hij was cartoonist voor het humoristisch tijdschrift Mandril (1948-1953) en tekende voor onder andere Avenue, De Notenkraker, Vrijheid Arbeid Brood, De Groene Amsterdammer, Haarlems Dagblad, Skoop, Parool en NRC. 

### Filmrecensent
In de jaren 1930 schreef hij kritische artikelen over film onder andere voor het Utrechts Nieuwsblad, De Groene Amsterdammer, de Maasbode en het filmblad Katholiek Filmfront. Tijdens de Tweede Wereldoorlog recenseerde hij film voor de NRC. Ook publiceerde hij diverse boeken over film en was in 1946 mede-oprichter van het Nederlands Historisch Filmarchief (1946), de voorloper van het Filmmuseum. Jarenlang fungeerde hij als bestuurssecretaris van het Filmmuseum. EYE Film Instituut kocht het archief van Boost aan.

## Publicaties
Onder meer
- met Adri van Witzenburg: De vergulde hand: een spannend verhaal voor jongens, Bilthoven: H. Nelissen, [ca. 1930], Jeugdbibliotheek, no. 23
- Guus Betlem: Sietske op het detective-pad : een amusant verhaal voor jongens, Helmond: Helmond, [ca. 1935], Geïll. jeugdbibliotheek, no. 16
- ...de goede films komen er toch... (Over filmtheater De Uitkijk in Amsterdam), z.j., [1947], De Boekerij, Baarn
- Film, Amsterdam: Contact. Een coproductie met het Ministerie van Onderwijs, Kunsten en Wetenschappen in de serie Hedendaagse Nederlandse kunst, 1958
- Bio pioniers, Amsterdam: Nederlands Filmmuseum onder auspiciën van de Stichting Internationale Filmweek Arnhem, 1961
- De tiende muze : een serie studies over de film, Amsterdam: De Beuk, 1961- (artikelen in tijdschrift)
- Chaplin (uit de reeks Kopstukken uit de twintigste eeuw) z.j. [1964], Kruseman, Den Haag
- En-Essertjes: cartoons uit 'Tussen de Rails', Utrecht: Nederlandse Spoorwegen, 1965
- Uitkijken, Amsterdam: Maatschappij voor Cinegrafie, 1967
- met Joris Ivens, Nederlands Filmmuseum (Amsterdam) e.a.: Joris Ivens 50 jaar wereldcineast, Amsterdam : Nederlands Filmmuseum, 1978
- met Carmiggelt, S. en anderen: S. Carmiggelt 70, Amsterdam: Phoenix Editions, 1983